# Ladislav Toman
Ladislav Toman (ps. Cikán, Gumák, ur. 13 lipca 1934 w Pradze, zm. 10 lipca 2018) – czeski siatkarz, medalista igrzysk olimpijskich, mistrzostw świata i mistrzostw Europy.

## Życiorys
Toman był w składzie reprezentacji Czechosłowacji, która jako gospodarz triumfowała podczas mistrzostw Europy 1958. Razem z drużyną narodową zdobywał także srebrne medale podczas mistrzostw świata 1960 w Brazylii i 1962 w ZSRR. Zajął 5. miejsce na mistrzostwach Europy 1963 w Rumunii. Wystąpił na igrzyskach olimpijskich 1964 w Tokio. Zagrał w siedmiu z dziewięciu rozgrywanych meczów. Jego zespół z ośmioma zwycięstwami i jedną porażką zajął drugie miejsce w turnieju.
Swoją przygodę ze sportem zaczął od piłki nożnej w wieku 12 lat. W 1951 został zawodnikiem młodzieżowej drużyny siatkarskiego klubu Dobeška Praga, a rok później grał w Torkas / Sokol Braník. W najwyższej klasie rozgrywkowej zadebiutował w 1952 z klubem Pivovar Braník. Następnie był zawodnikiem zespołów takich jak Spartak JAWA Nusle (1953), Spartak ČKD Stalingrad (1954), Křídla vlasti Ołomuniec (1955), ÚDA Praga (1956), Spartak Potrubí Praga (1957-1962), Lokomotiva Praga (1963-1964), Start Praha (1965-1969), Baby Brummel Ancona (Włochy, 1969) i Podolí Praha (1970-1994). Nigdy nie zdobył mistrzostwa Czechosłowacji. Jego największym klubowym osiągnięciem było wicemistrzostwo kraju w 1956 z ÚDA Praga. Ponadto stawał na najniższym stopniu podium w 1954, 1959 i 1964.
Z zawodu był hydraulikiem. Aktywnie uprawiał piłkę siatkową do czasu przejścia na emeryturę. w 2000 zdobył mistrzostwo Czech super-weteranów (powyżej 50 roku życia) w Czeskich Budziejowicach. Zmarł 10 lipca 2018 w wieku 84 lat.